# IC 5087
IC 5087 је спирална галаксија у сазвјежђу Паун која се налази на листи објеката дубоког неба у Индекс каталогу.
Деклинација објекта је - 73° 46' 25" а ректасцензија 21h 14m 21,8s. Привидна величина (магнитуда) објекта IC 5087 износи 14,2 а фотографска магнитуда 15,0. IC 5087 је још познат и под ознакама ESO 47-26, IRAS 21092-7358, PGC 66391.